# Ditypophis vivax
Ditypophis vivax är en ormart som beskrevs av Günther 1881 och som är ensam i släktet Ditypophis Inga underarter finns listade i Catalogue of Life.
Ditypophis vivax tillhör enligt Catalogue of Life familjen snokar och enligt The Reptile Database familjen Pseudoxyrhophiidae.
Denna orm förekommer endemisk på ön Sokotra som tillhör Jemen och som ligger söder om Arabiska halvön samt öster om Afrikas horn. Arten lever i låglandet och i kulliga områden upp till 870 meter över havet. Habitatet utgörs av buskskogar som domineras av växter från släktena Croton och Jatropha. Ormen besöker även trädodlingar med dadelpalmer. Den är nattaktiv. Antagligen lägger honor ägg.
Det är oklart om några exemplar faller offer för introducerade rovlevande djur som viverrider eller råttor. Allmänt är Ditypophis vivax vanligt förekommande. IUCN kategoriserar arten globalt som livskraftig.